# François Massieu
Pour les articles homonymes, voir Massieu.
François Jacques Dominique Massieu (4 août 1832 à Vatteville-la-Rue - 5 février 1896 à Paris) est un mathématicien et physicien français.
Polytechnicien (promotion X 1851), élève à l'École des mines (6 étudiants) d'août 1853 à mars 1856, sorti 6e, il est titularisé dans le Corps des mines le 10 janvier 1857. Il est nommé chevalier de la Légion d'honneur en 1869, puis promu officier en 1892.

## Biographie
François Jacques Dominique Massieu nait en 1832 à Vatteville-la-Rue (Seine-Inférieure, aujourd'hui Seine-Maritime) dans une famille modeste. Il a perdu son père avant sa naissance,. Son instituteur détecte sa brillante intelligence et l'encourage à poursuivre ses études à Rouen. En 1851, il entre à l'École polytechnique et devient ingénieur du Corps des Mines en 1857. Pendant sa formation, il fait l'étude de la voie du chemin de fer de Paris au Havre et à Dieppe.
Nommé ingénieur des mines à Caen en 1859, il consacre ses loisirs aux études des sciences pures 
En 1861, il obtient le grade de docteur ès sciences mathématiques en soutenant deux thèses à la Sorbonne, titres qui lui permettent d'être nommé à l'Université.
La même année, à la suite du décès prématuré de Joseph Marie Élisabeth Durocher en 1860, il est nommé Professeur de Minéralogie et Géologie à l’université de Rennes et à la tête du sous-arrondissement minéralogique. À ce titre, comme successeur de Durocher, François Massieu publie en 1866 la carte géologique du département d'Ille-et-Vilaine au 1/160 000, utilisant les documents recueillis par Théodore Lorieux et Durocher. Sa titularisation au poste de professeur intervient en 1864. Il restera à Rennes jusqu'en 1887.
Pendant la guerre franco-allemande de 1870, avec les seules ressources de leurs laboratoires, François Massieu et son collègue chimiste et enseignant Georges Lechartier contribuent à l'effort de guerre en inventant des procédés et des appareils pour produire en quantité du fulminate de mercure, indispensable pour la fabrication des amorces des cartouches. 
Comme conseiller municipal, il joua aussi un rôle dans la vie politique locale en s'occupant principalement des questions d'hygiène et d'assainissement et s'investit de 1873 à 1879 dans la lutte que soutient la municipalité pour obtenir les travaux de captation dans les bassins des rivières de la Loisance et de la Minette qui alimentent la Ville de Rennes en eau potable depuis 1882 et la création des égouts. 
Quand il s'installe à Paris en qualité d'inspecteur général des mines et directeur du contrôle technique des chemins de fer de l’État, il renonce à son enseignement et est mis en congé le 1er décembre 1886. Décédé en 1896, il est inhumé dans son village natal de Vatteville.
François Massieu a été un savant d'une culture et d'une activité exceptionnelles. Il a accompli des travaux scientifiques remarquables dans des domaines divers, principalement les mathématiques, la physique théorique et la thermodynamique, en parallèle de son enseignement de la minéralogie et la géologie pendant plus de 25 ans. Cependant on lui connaît peu de travaux en géologie à part la publication de la carte géologique du département d'Ille-et-Vilaine à partir des observations de Théodore Lorieux et des carnets de notes laissés par Joseph Durocher qu'il résuma. Il est notamment réputé pour les travaux de recherches sur les freins de locomotives, qui servent de références aux ingénieurs de son époque. 
En créant la notion de potentiel thermodynamique, il a réalisé une avancée importante pour la thermodynamique. Comme ingénieur des mines, il a exercé un rôle de conseil entre autres dans la construction de chemins de fer, les adductions d'eau, les réseaux d'égouts.

## Distinctions
- Officier de l'Instruction publique
- Officier de la Légion d'honneur (1892).

## Œuvres

### Thèses
Pour obtenir le grade de docteur ès sciences mathématiques, Massieu soutint en 1861 deux thèses sur des sujets très différents. Elles sont regroupées dans le même ouvrage consultable en ligne ainsi que les analyses détaillées qui en ont été publiées  en 1897 dans sa notice nécrologique par Edmond Nivoit et en 2015 par Roger Balian.
La première thèse de mécanique analytique est l'étude d'ensembles de points matériels assujettis à demeurer sur une surface donnée. Dans ce travail Massieu recherche des fonctions conservatives au cours du temps, comme c'est le cas pour l'énergie totale. Elles sont dites intégrales premières et leur détermination facilite la solution des équations du mouvement. Dans sa seconde thèse Massieu fait la théorie de la propagation des ondes planes dans les cristaux biréfringents. Dans ces travaux il fait preuve d'une grande maîtrise de l'outil mathématique dans ses applications à la physique. C'est cette capacité qui lui permettra de créer la notion de potentiel thermodynamique à la base de la thermodynamique chimique.

### Les potentiels thermodynamiques
Massieu est le premier à avoir introduit la notion de potentiel thermodynamique qu'il désigne sous le nom de fonction caractéristique.
Les deux grandeurs énergie interne {\displaystyle U} et entropie {\displaystyle S} ont déjà été définies par Carnot et Clausius. L'objectif de Massieu est d'obtenir une fonction unique à partir de laquelle on pourrait calculer toutes les propriétés (comme les capacités thermiques, le coefficient de dilatation, le coefficient de compressibilité, etc.) d'un corps quelconque.
Dans ses deux courtes publications parues en 1869, Massieu définit deux fonctions caractéristiques, selon le couple de  variables indépendantes choisi :
- température {\displaystyle T} et volume {\displaystyle V} : {\displaystyle \psi =S-{U \over T}}, en notation moderne[12] {\displaystyle J=-{F \over T}}, fonction de Massieu, avec {\displaystyle F}, énergie de Helmholtz ou énergie libre ;
- température {\displaystyle T} et pression {\displaystyle p} : {\displaystyle \psi ^{\prime }=\psi -{pV \over T}}, en notation moderne[12] {\displaystyle Y=-{G \over T}}, fonction de Planck, avec {\displaystyle G}, énergie de Gibbs ou enthalpie libre.

Ces fonctions {\displaystyle J} et {\displaystyle Y} sont aussi appelées respectivement première et deuxième fonction de Massieu. Cette dernière est utilisée dans les tables thermodynamiques, quoique sous une forme légèrement modifiée, pour tabuler les grandeurs thermodynamiques des composés purs dans les conditions standards. Massieu a montré qu'un potentiel thermodynamique permet de calculer les autres grandeurs thermodynamiques du composé, par exemple les capacités calorifiques.
En 1876, Massieu présente une autre fonction caractéristique qui n'est autre que {\displaystyle -F}, l'opposé de la fonction énergie libre actuelle,. La même année Gibbs définit de son côté {\displaystyle G} dans un ouvrage dans lequel il cite les travaux de Massieu,, :
« Massieu appears to have been the first to solve the problem of representing all the properties of a body of invariable composition which are concerned in reversible processes by means of a single function. »
(trad.  Massieu semble avoir été le premier à avoir résolu le problème de la représentation de toutes les propriétés d'un corps de composition constante impliquées dans des processus réversibles au moyen d'une fonction unique.)
La fonction {\displaystyle F} (ou {\displaystyle A}) est définie en 1882 par Helmholtz. Le mot « enthalpie » est attribué à Heike Kamerlingh Onnes, qui l'aurait créé avant 1909, mais la notion avait été employée bien avant, par Gibbs notamment.